# Еленинский институт
Петербургский институт Святой Елены — закрытое женское учебное заведение Российской империи, входящее в ведомство учреждений императрицы Марии, существовавшее с 1821 по 1918 год в Санкт-Петербурге.

## Основная история
5 октября 1821 года по Указу императора Александра I и при содействии императрицы Марии Фёдоровны при Санкт-Петербургском воспитательном доме было создано Училище взаимного обучения по ланкастерской системе, созданного для обучения детей обоего пола. Первой начальницей училища была ученица Джозефа Ланкастера Сара Килгам. Обучение в училище проводилось по белл-ланкастерской системе. В структуре Училища было создано два отделения: мужское и женское, всего детей обоего пола числилось в ста сорок человек. Основными предметами обучения в Училище были арифметика, письмо и чтение. В 1830 году после смерти императрицы Марии Фёдоровны, Училище под своё покровительство берёт великая княгиня Елена Павловна. 
В 1855 году для Училища было приобретено здание, принадлежащее ранее известному литератору И. А. Крылову на Петербургской стороне на Церковной улице, 29, в 1851 году перестроенное и расширенное архитектором Н. П. Гребёнка. С 1871 по 1872 год здание подверглось надстройке под руководством архитектора Н. Ф. Монтандра, а в 1898 по 1900 год задание подверглось перестройке под руководством архитектора А. И. Шамбахера и при участии архитекторов Н. И. Полешко и Ф. Б. Нагеля. В 1898 году была построена домовая Церковь Святых  Равноапостольных Константина и Елены и 2 февраля 1901 года она была освящена митрополитом Антонием в присутствии императрицы Марии Фёдоровны. Плащаница и иконы для церкви были написаны живописцем Т. А. Неффом.
20 ноября 1854 года император Николай I по просьбе великой княгини Елена Павловна подписал Указ о переименовании Училища взаимного обучения в Училище Святой Елены, в  честь небесной покровительницы Училища — Святой Равноапостольной царицы  Елены, с этого момента Училище становится закрытым женским учебным заведением, входящим в ведомство учреждений императрицы Марии. 5 февраля 1865 года и 7 марта 1878 года Училище посетил император Александр II. 27 июля 1880 года был принят Устав учебного заведения, согласно которому Училище было преобразовано в Институт Святой Елены, став учебным заведением 2-й категории. В институте обучалось около ста семидесяти воспитанниц из бедных семей всех сословий на полном пансионе. Основными предметами обучения в институте были: естественная история, педагогика, иностранные языки, русский язык и литература, гигиена, музыка, танцы и гимнастика.  В 1901 году институт начал выдавать своим выпускницам дипломы домашних наставниц. В 1910 году институт получил официальное право именоваться женским институтом, а его воспитанницы, успешно закончившие курс обучения, приобрели право на получение золотого шифра
.
В разные годы педагогические кадры института составляли известные люди в своих областях: учебной частью заведовал К. К. Арнгейм, историей заведовал В. А. Бутенко, музыкальной частью заведовали М. А. Балакирев, Ф. А. Канилле и  Е. С. Азеев, законоучителем являлся В. Г. Певцов. Членами Совета института состояли В. Я. Стоюнин и известный юрист А. Ф. Кони, которым был написан проект Устава института. Помощником в управлении институтом был известный литератор В. Ф. Одоевский.
В 1918 году после Октябрьской революции и прихода новой власти Еленинский институт был закрыт. На базе института была создана Единая Советская Трудовая школа № 199 с интернатом № 3 имени Н. А. Добролюбова. В данный момент в бывшем здании института располагается
Средняя общеобразовательная школа №77 с углубленным изучением химии Петроградского района.

## Директора
- Биллер, Сара Александровна (1821—1844)
- Титова, Анна Михайловна (1844—1877)
- Вансович, Екатерина Александровна (1877—1905)
- Арнольди, Варвара Дмитриевна (1905—1917)[5]

## Покровители
- великая княгиня Елена Павловна
- великая княгиня Екатерина Михайловна[5]

## Попечители
- герцогиня Елена Мекленбург-Стрелицкая[7]

## Известные преподаватели
- Геек, Николай Карлович[8]
- Арнгейм, Карл Карлович[9]
- Бутенко, Вадим Аполлонович[10]
- Кедров, Константин Васильевич[5]
- Балакирев, Милий Алексеевич[5]
- Азеев, Евстафий Степанович[5]
- Певцов, Василий Герасимович[5]
- Канилле, Фёдор Андреевич[5]